# Endy Hupperich
Endy Hupperich (* 1967 in Kaufbeuren) ist ein deutscher Künstler.

## Wirken
Von 1990 bis 1997 studierte er freie Malerei und Grafik an der Akademie der Bildenden Künste München bei Helmut Sturm und Robin Page (Meisterschüler bei Helmut Sturm). 2002 und 2004 hatte er eine Gastprofessur für Malerei und Zeichnung an der „Escuela Nacional de las Artes La Esmeralda“ in Mexiko-Stadt inne. Von 2006 bis 2013 lehrte er Zeichnen und freies Gestalten an der Fachhochschule Augsburg. Von 2008 bis 2014 war Hupperich künstlerischer und wissenschaftlicher Mitarbeiter an der Akademie der Bildenden Künste München bei Markus Oehlen. Seit 2007 ist Hupperich Dozent an der Kunstakademie Bad Reichenhall. Seit 2017 ist er Dozent für Malerei am Centro Morelense de las Artes in Cuernavaca und hat einen Lehrauftrag an der TU Dortmund. Hupperich lebt und arbeitet in Mexiko-Stadt und München.

## Öffentliche Sammlungen
- Sammlung BMW, München
- Telekom Deutschland
- LfA Förderbank  Bayern, München
- Sammlung Roland Berger, München
- Münchener Rück, München
- HypoVereinsbank, München
- Nordstern (Versicherung), Köln
- Heidelberger Druckmaschinen AG, Heidelberg
- Sammlung Edward & Nancy Kienholz, Berlin
- Bayerische Staatsgemäldesammlungen, München
- Museo de Arte Contemporaneo de Oaxaca (MACO) Mexiko
- Instituto de Artes Gráficas de Oaxaca (IAGO), Oaxaca, Mexiko

## Preise
- 2021: Kunstpreis der Bayerischen Akademie der Schönen Künste